# مقاطعة جاكسون (أوكلاهوما)
مقاطعة جاكسون (بالإنجليزية: Jackson County)‏ هي إحدى مقاطعات ولاية أوكلاهوما في الولايات المتحدة الأمريكية.